# Al-Faisaly (Saudi-Arabien)
Der al-Faisaly Football Club (arabisch نادي الفيصلي, DMG Nādī l-Faiṣalī) ist eine saudi-arabische Fußballmannschaft mit Sitz in Harma in der Provinz Riad, die in der Saudi Professional League spielt. Der Verein ist nach König Faisal (König von 1964 bis 1975) benannt. Er war zum Zeitpunkt der Gründung des Klubs Kronprinz.

## Erfolge
- King Cup

Sieger: 2021
- King Cup

Finalist: 2018

## Bekannte Spieler
- Leon Benko (2012)
- Javier Balboa (2015–2016)
- Igor Rossi Branco (2017–2022)
- Joseph Akpala (2018–2019)

## Bekannte Trainer
- Stéphane Demol (2014–2015)
- António da Conceição Silva Oliveira (2015)
- Tomislav Ivković (2016–2017)
- Mircea Rednic (2018)